# 蜂谷彌三郎
蜂谷 彌三郎（はちや やさぶろう、1918年（大正7年）8月 - 2015年（平成27年）6月10日）は、日本のシベリア抑留経験者。釈放後にソビエト連邦の女性と結婚して約40年間居住の後、日本に帰国した。名前は蜂谷弥三郞とも表記される。

## 経歴
滋賀県草津市出身。1941年に結婚して妻および両親と朝鮮半島に移住し、陸軍の軍属として勤務する。この間に1女をもうけた。
朝鮮半島で太平洋戦争の終戦を迎える。翌1946年7月に、家宅捜索を受けてソ連の軍隊に強制連行され、裁判を受けてシベリアで強制労働に従事する。ソ連側からの容疑は身に覚えのないスパイ容疑であった。収容所内では理容とマッサージを修得することで、生き延びることができた。
1953年に収容所から釈放される。しかし帰国を許可されなかったことからソ連の国籍取得を決断する。釈放後、収容経験のあるクラウディア・レオニードヴナと知り合い、1962年に結婚した。
以来約40年間ソ連→ロシアに居住した。この間、日本語を忘れないために漢字の書き取りや日本の歌や言葉の暗誦を欠かさなかったという。
ソビエト連邦の崩壊後も秘密警察への恐れから日本との連絡を控えたが、1996年に手紙で家族（妻子）の安否が確認され、娘夫婦がロシアに来て再会を果たす。翌1997年に蜂谷は妻子がいる日本に帰国。クラウディアは帰国のために助力し、帰国の荷物の中に「他人の悲しみの上に私だけの幸福を築き上げることは、私にはどうしてもできません」というメッセージをひそかに入れていた。帰国後、蜂谷の経歴は、テレビドキュメンタリー化やドラマ化・舞台化もなされた。ロシアの妻からは毎週、蜂谷に手紙が送られてきたという。
久子は2007年5月26日に、クラウディアは2014年9月6日に死去。クラウディアは死去の1週間前に、蜂谷の声が聞きたいというメッセージを送ったが、蜂谷はすでに病床にあったため実現しなかった。その9か月後に蜂谷も世を去った。

## 著書
- 『望郷　二つの国 二つの愛に生きて』致知出版社、2012年

## 蜂谷を扱った作品
書籍
- 村尾靖子『クラウディア 奇跡の愛』海拓舎、2003年
- 村尾靖子（文）小林豊（絵）『クラウディアのいのり』ポプラ社、2008年
- 村尾靖子『クラウディアの祈り』ポプラ社、2009年

演劇
- 『クラウディアからの手紙』2006年、世田谷パブリックシアター他[6]

テレビドキュメンタリー
- NNNドキュメント 「クラウディアからの手紙」（日本海テレビジョン放送、1998年11月7日）[4]

テレビドラマ
- 遙かなる約束（フジテレビジョン、2006年11月25日）